# Sint-Reinoutkerk
De Sint-Reinoutkerk (Duits: St. Reinoldi, Reinoldikirche) is een protestantse kerk in de binnenstad van Dortmund. Uitgaande van de stichtingsdatum is het de oudste kerk van het historische stadscentrum; de oudste bewaarde delen zijn echter 13e-eeuws. De Reinoutkerk was in de middeleeuwen de stads- en raadskerk en het geestelijk centrum van de rijksstad Dortmund. Tot aan de reformatie was het ook de belangrijkste parochiekerk. De kerk werd vernoemd naar de heilige Reinout, de stadspatroon van de stad Dortmund. Diens relieken kwamen waarschijnlijk middels een reliekenruil met de stad Keulen naar Dortmund.

## Geschiedenis
Geschiedkundigen vermoeden dat er op de kruising van de helweg met de historische verbindingsweg van Keulen naar Bremen oorspronkelijk al een 9e-eeuws kerkgebouw stond, maar daarvan bestaan verder geen bewijzen. Wel kon worden aangetoond dat er een paltskerk uit de ottoonse periode stond. Deze zaalkerk met dwarsschip en halfronde apsis werd rond 1060 verwoest. De kerk werd herbouwd en voorzien van een nieuwe crypte om de waarschijnlijk in 1065 naar Dortmund overgebrachte relieken van Reinout een waardige plaats te kunnen geven. Deze kerk, die nu onder het patrocinium van Reinout stond, werd waarschijnlijk bij gevechten in de jaren 1113-1115 opnieuw verwoest en aansluitend herbouwd.
Uit bij archeologisch onderzoek gevonden brandsporen aan de noordzijde van de huidige kerk kan men concluderen dat de kerk in het jaar 1231 voor een derde maal door een stadsbrand werd verwoest. De herbouw werd begonnen tussen 1233-1235 en uit deze bouwfase stammen het tegenwoordig nog bestaande kerkschip en transept, die rond 1260 werden voltooid. De huidige bouw is een laatromaanse kerk met een laatgotisch koor.
De vrije rijksstad raakte in de 14e eeuw in toenemende mate in onmin met het omliggende gebied. Dit leidde van 1388-1389 tot een grote vete, waaruit Dortmund uiteindelijk versterkt tevoorschijn kwam. Dortmund ontwikkelde zich in de jaren daarop voorspoedig en de toenemende rijkdom kreeg zijn weerslag in de aan de kerk geschonken kunstschatten door welgestelde burgers, broederschappen en gilden. In deze periode werd ook het grote koor gebouwd (1421-1450), dat nog altijd het beeld van de huidige kerk bepaalt. In 1446 begon men met de bouw van de sacristie.
Uit de inrichting valt op te maken dat de bouw een representatieve functie voor de rijksstad bezat. De opgestelde beelden van Karel de Grote en de stadspatroon Sint-Reinout tussen de overgang van het kerkschip en het koor en de opstelling van het raadsgestoelte bij het reliquiarium met de beenderen van de stadspatroon benadrukken deze verbintenis tussen stad en geloof.
De toren met een hoogte van 112 meter gold na de voltooiing in het jaar 1454 als het wonder van Westfalen. In de jaren 1519-1520 werd de toren met nog eens zeven meter verhoogd, maar door een aardbeving stortte de toren als gevolg van de opgelopen schade uiteindelijk in. In 1662 werd het fundament voor een nieuwe toren gelegd en in 1701 met een barokke bekroning voltooid.
Tijdens de reformatie waren de aan de Sint-Reinoutkerk verbonden geestelijken de eersten in Dortmund die zich tot de hervorming bekeerden. Ook na de Vrede van Westfalen (1648) bleef de kerk protestants, maar de materiële rijkdom van de kerk was echter voorbij. Tegen het einde van de 18e eeuw moesten er uit geldnood zelfs kerkelijke bezittingen worden verkocht, zoals een kostbare relikwiehouder van Sint-Reinout.

## De kerk in de beide Wereldoorlogen en de herbouw
Tijdens de Eerste Wereldoorlog werden de klokken, het koper van het dak en de orgelkas afgestaan ten behoeve van de oorlogsindustrie. Na de oorlog werd in 1926 in het noordwesten van de kerk een zogenaamde heldenkapel opgericht om er de gevallenen te herdenken. Nadat de nazidom de macht greep werd de Reinoutkerk een belangrijk centrum van de Bekennende Kirche. Dit standpunt echter behoedde de kerk niet voor de bombardementen en met name op 6 oktober 1944, tijdens het vierde grote geallieerde bombardement op Dortmund, werd het bouwwerk zeer zwaar getroffen. Een foto van het onbeschadigde triomfkruis dat hangt tussen de koorpijlers en te midden van de tot ruïne vernielde kerk is beroemd geworden. Ook de middeleeuwse vensters werden vernietigd, maar de meeste andere waardevolle kunstwerken konden worden gered dankzij de tijdige verwijdering uit de kerk en opslag op een veilige plaats.
Tot 1957 werd gewerkt aan de herbouw van de kerk. De bevolking van Dortmund nam een groot aandeel hiervan voor haar rekening.

## Interieur
In de kerk bevinden zich talrijke kunstschatten en historische religieuze voorwerpen. De meeste hiervan werden tussen 1421-1450 ter decoratie van het nieuw gebouwde raadskoor door de stadsraad en rijke burgers geschonken.
Aan de noordzijde van het koor staat tegen de pijler een houten beeld uit de 14e eeuw van Sint-Reinout. Reinout staat onder een eveneens houten baldakijn op een met adelaars en leeuwen versierde console. Het beeld werd in de 19e en 20e eeuw meerdere malen gerestaureerd en was oorspronkelijk waarschijnlijk beschilderd. Als pendant staat aan de andere kant van het koor als vertegenwoordiger van de wereldse heerschappij het houten beeld van Karel de Grote met in zijn handen de rijksappel en de scepter. Het beeld stamt uit het midden van de 15e eeuw.
Het koorgestoelte werd in 1462 door de houtbewerker Hermann Brabender gemaakt. Tijdens een middeleeuwse mis namen de raadsheren er plaats. Op de buitenste zijde van het gestoelte bevinden zich voorstellingen van Reinout en de keizer, alsmede Maria, Jezus, de heilige Pantaleon, Quirinus van Neuss en Antonius van Egypte.
Direct bij het koorgestoelte staat een reliquarium. Tot in de 17e eeuw werden hier de relieken van Reinout en andere heiligen bewaard, tegenwoordig zijn de oorspronkelijke relieken niet meer aanwezig. Tegenover het reliquarium bevindt zich een sacramentshuis.
Een van de meest kostbare voorwerpen is het retabel op het hoogaltaar. Het retabel is van Vlaamse oorsprong en werd rond 1420 in Brugge of Brussel gemaakt. Het blijvend geopende altaar toont scènes uit het leven Jezus en Maria, centraal staat de kruisiging van Christus. Eveneens geïmporteerd uit België werd het 15e-eeuwse lesenaar met de adelaar (de adelaar is het symbool van de evangelist Johannes).  
Voorts zijn nog noemenswaardig:
- Een beeld van Maria boven de deur van de sacristie uit het midden van de 15e eeuw. Het in de 19e eeuw nog beschilderde beeld is van zandsteen gemaakt en werd waarschijnlijk in Nederland gemaakt.
- De twaalf beelden van de apostelen voor de vensters. Net als het Mariabeeld hebben alle apostelbeelden een baldakijn.
- Een doopvont uit het jaar 1469.

## Afbeeldingen

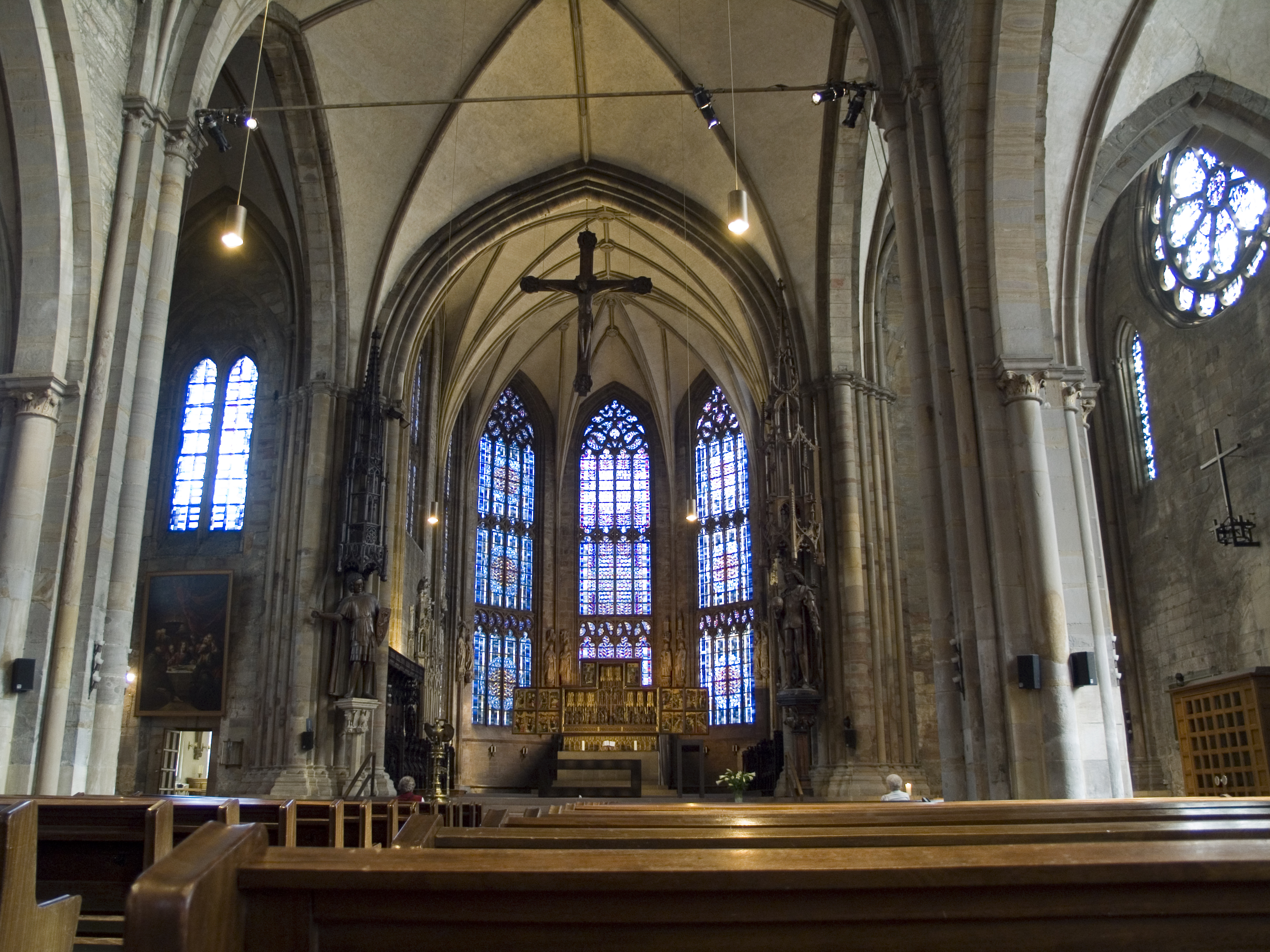
Interieur
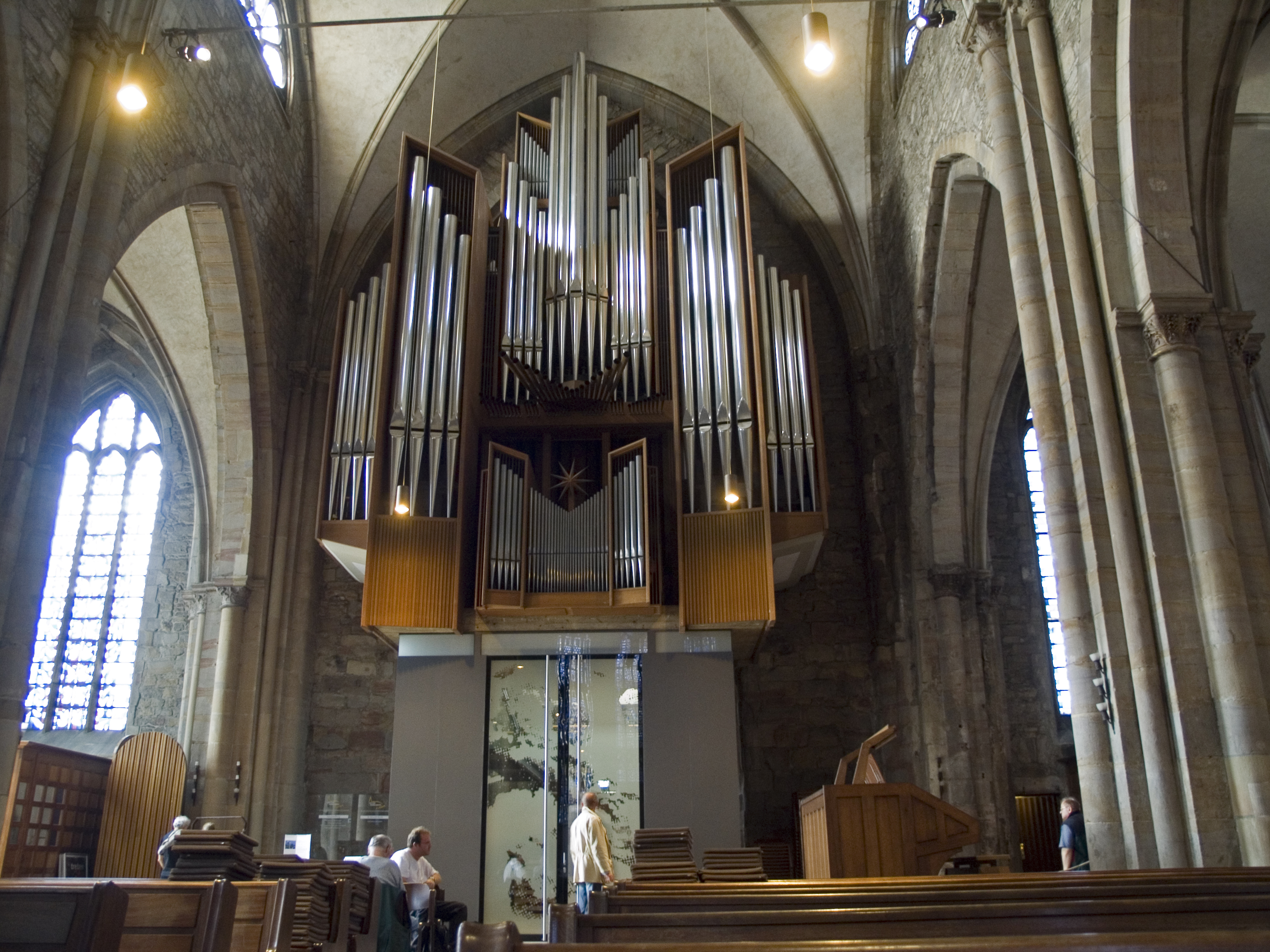
Orgel
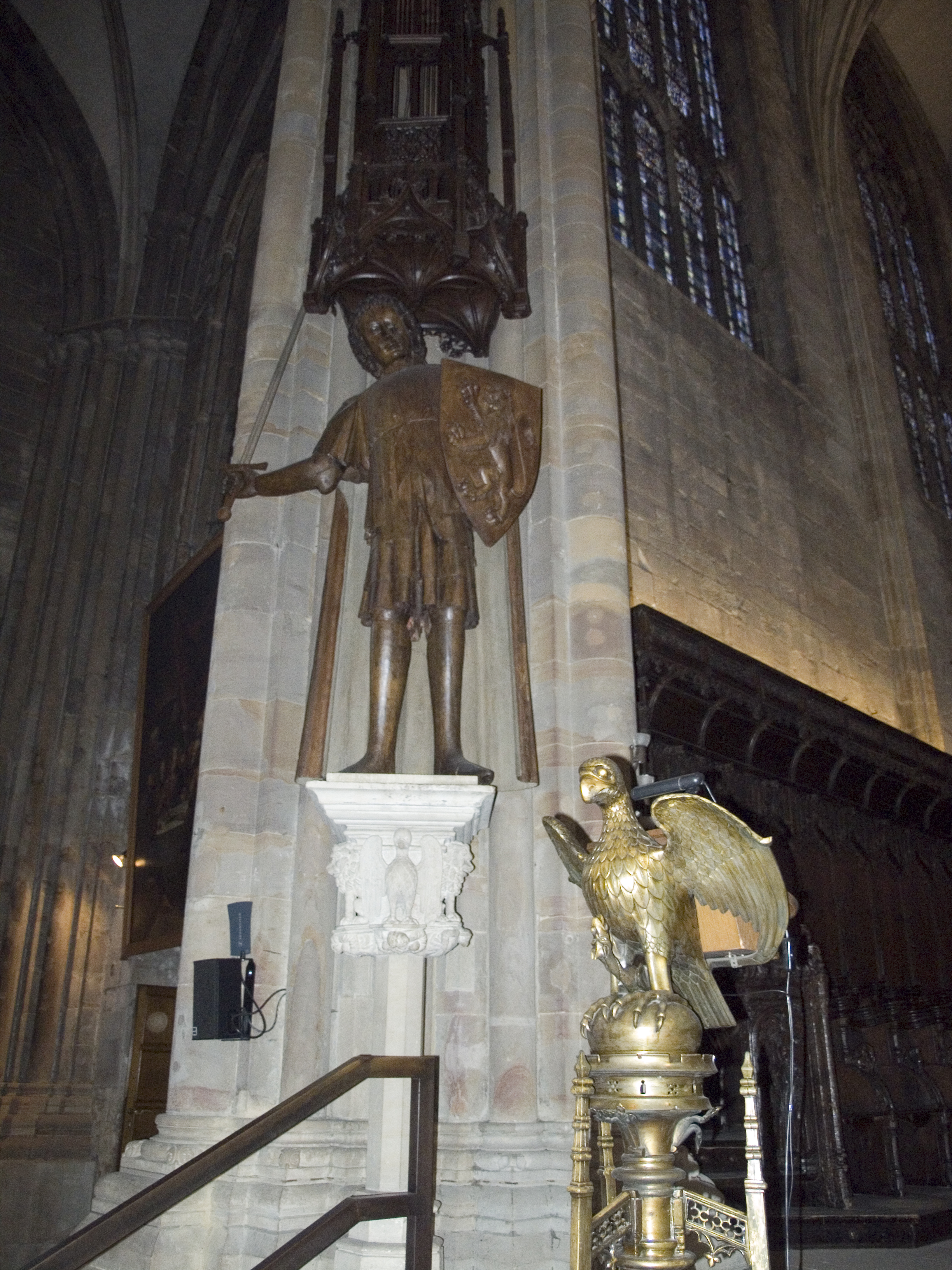
Beeld Reinout
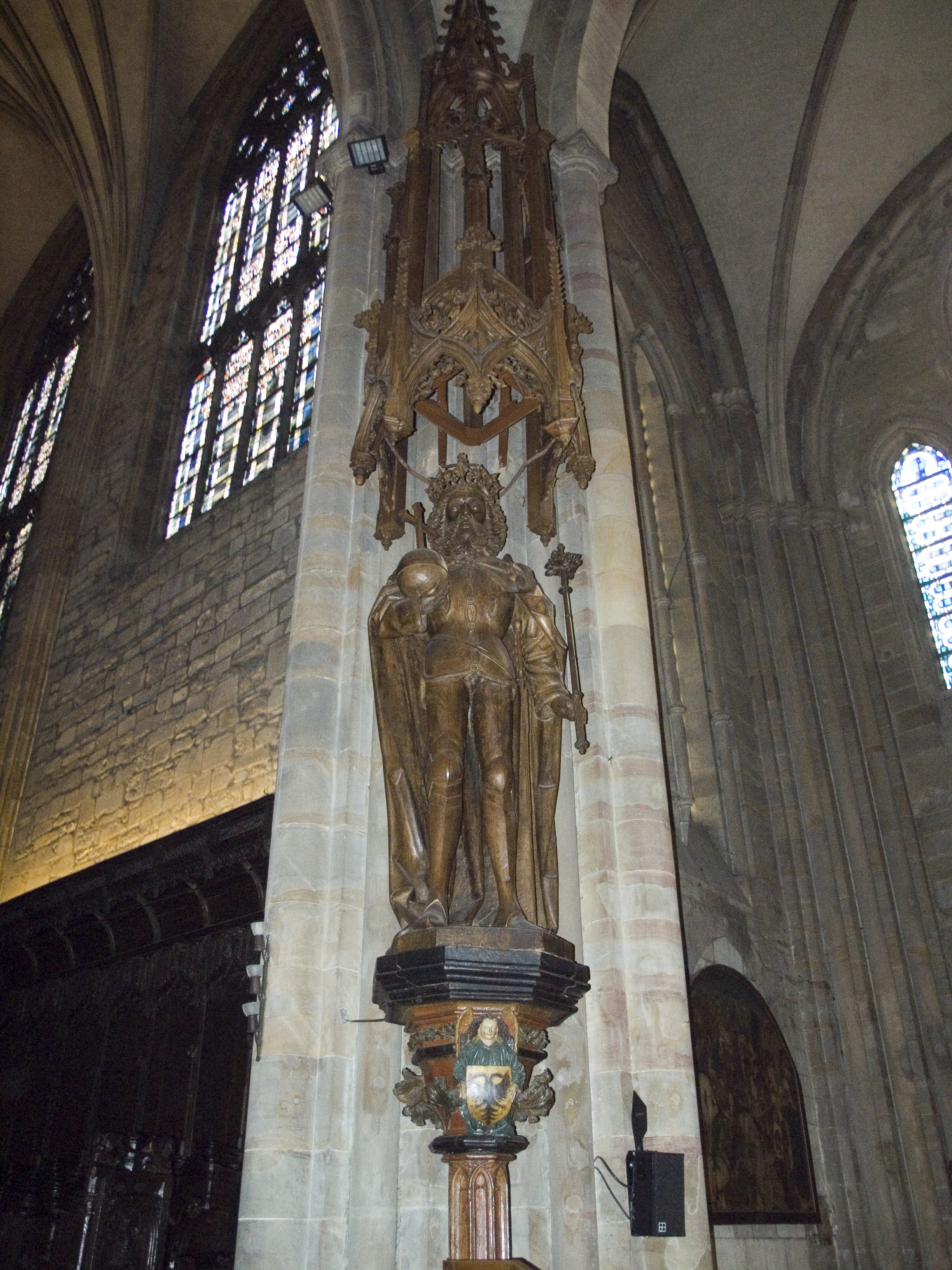
Beeld Karel de Grote